# 미나모토노 미쓰나카

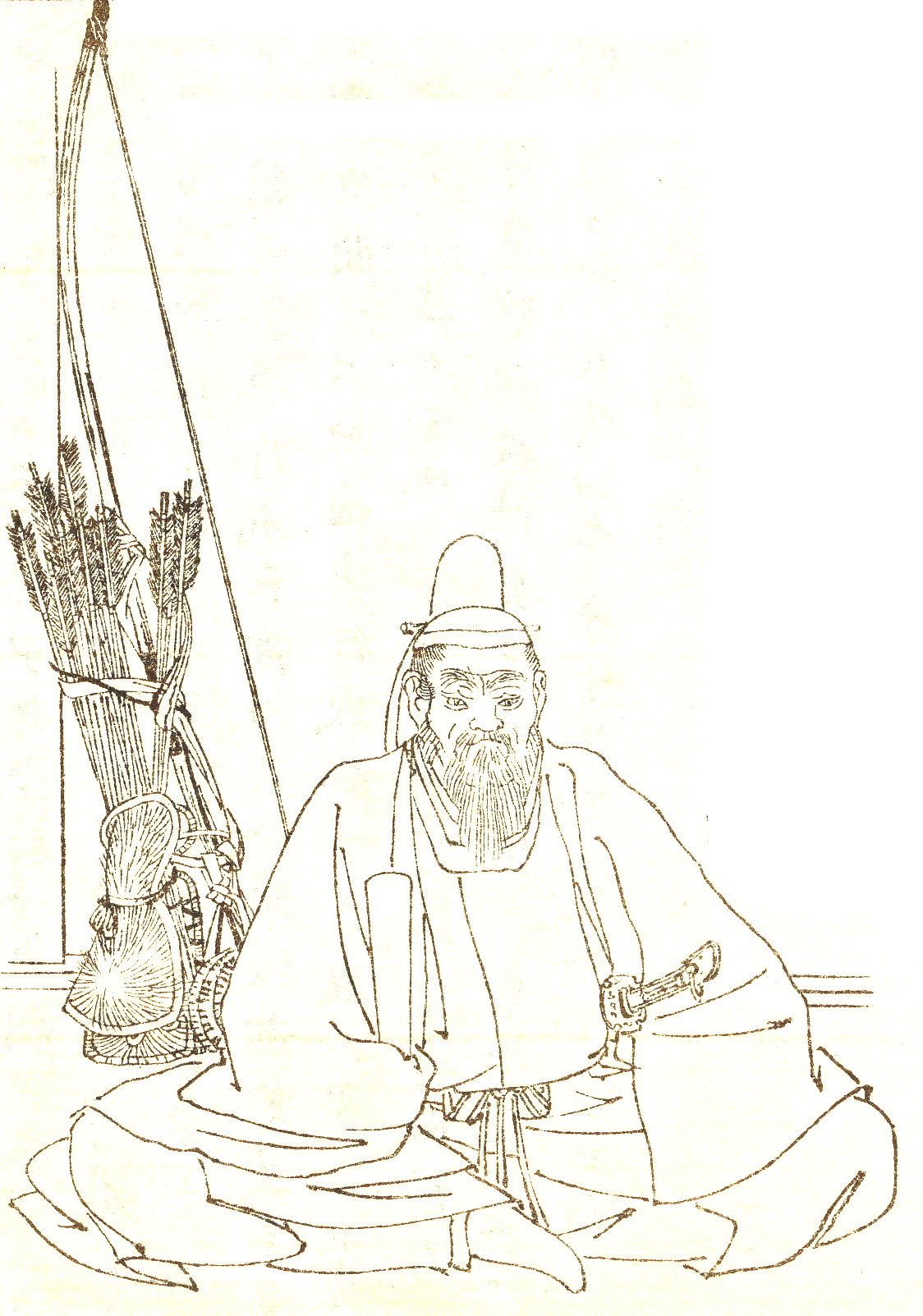
미나모토노 미쓰나카

미나모토노 미쓰나카(일본어: 源満仲, 912년 4월 29일(추정) ~ 997년 10월 6일)는 헤이안 시대 중기의 무장이다. 로쿠손노 쓰네모토의 적남으로 태어났다. 다다노 미쓰나카(多田満仲)로도 불린다. 신호는 다다대권현(多田大権現).